# Sulcicnephia jingpengensis
Sulcicnephia jingpengensis är en tvåvingeart som först beskrevs av Chen 1984.  Sulcicnephia jingpengensis ingår i släktet Sulcicnephia och familjen knott. Inga underarter finns listade i Catalogue of Life.